# Налог
Нало́г — обязательный, индивидуально безвозмездный платёж, взимаемый с организаций и физических лиц в форме отчуждения принадлежащих им на праве собственности средств, в целях финансового обеспечения деятельности государства и муниципальных образований.
Налоги следует отличать от сборов (пошлин). Они тоже обязательные, но их взимание непосредственно связано с совершением в отношении плательщиков определённых действий государственных должностных лиц (то есть похожи на оплату конкретных государственных услуг).
Взимание налогов регулируется налоговым законодательством (см. налоговое право).
Совокупность установленных налогов, а также принципов, форм и методов их установления, изменения, отмены, взимания и контроля образуют налоговую систему государства.

## Доктринальные определения налога
На предложение префекта Египта Эмилия Рокка поднять сумму налога римский император Тиберий отвечал: «Задача хорошего пастуха стричь своих овец, а не сдирать с них кожу».
С. Ю. Витте: «Налоги — принудительные сборы (пожертвования) с дохода и имущества подданных, взимаемые в силу верховных прав государства ради осуществления высших целей государственного общежития».
Я. Таргулов, русский советский экономист: «Налог есть такая форма доходов государства или каких-либо других общественно-принудительных единиц, когда эти доходы, получаемые с имущества граждан, являются односторонней их жертвой, без получения ими какого-либо эквивалента, вытекают из природы государства как органа власти и служат для удовлетворения общественных потребностей».
К. Эеберг, немецкий экономист: «Отношение плательщика к государству выставляет налог не как специальное воздание за выгоды от принадлежности государству, а как обязанность гражданина, его жертву, вносимую им на поддержание и развитие целого».
Ф. Б. Мильгаузен, русский финансист: «Податями и налогами в тесном смысле слова называются те пожертвования, которые подданные дают государству».
Жан Симонд де Сисмонди (1819): «Налог — цена, уплачиваемая гражданином за полученные им наслаждения от общественного порядка, справедливости правосудия, обеспечения свободы личности и права собственности. При помощи налогов покрываются ежегодные расходы государства, и каждый плательщик налогов участвует таким образом в общих расходах, совершаемых ради него и ради его сограждан».
Бу Свенссон (Bo Svensson): «Налог — это цена, которую мы все оплачиваем за возможность использовать общественные ресурсы для определённых общих целей, например, обороны и оказывать воздействие на распределение доходов и имущества между гражданами».
Н. И. Тургенев (1818): «Налоги — это суть средства к достижению цели общества или государства, то есть цели, которую люди себе предполагают при соединении своём в общество или при составлении государств. На нём основывается и право правительства требовать податей от народа. Люди, соединившись в общество и вручив правительству власть верховную, вручили ему вместе с сим и право требовать налогов».
А. А. Исаев (1887): «Налоги — обязательные денежные платежи частных хозяйств, служащие для покрытия общих расходов государства и единиц самоуправления».
И. И. Янжул (1898): «Односторонние экономические пожертвования граждан или подданных, которые государство или иные общественные группы, в силу того, что они являются представителями общества, взимают легальным путём и законным способом из их частных имуществ для удовлетворения необходимых общественных потребностей и вызываемых ими издержек».
А. А. Соколов (1928): «Под налогом нужно разуметь принудительный сбор, взимаемый государственной властью с отдельных хозяйствующих лиц или хозяйств для покрытия производимых ею расходов или для достижения каких-либо задач экономической политики без предоставления плательщикам его специального эквивалента».
Мюррей Ротбард (1982): «Все другие личности и группы в обществе (за исключением отдельно взятых преступников, таких, как воры и грабители банков) приобретают свой доход на основе добровольных контрактов: или продавая товары и услуги потребителям, или посредством акта дарения (то есть членство в клубе или ассоциации, завещание наследства, получение наследства). Только государство добывает свой доход посредством насилия, угрожая ужасными взысканиями, если доход не появляется. Такое насилие известно как налогообложение, хотя в менее развитые времена его называли данью. Налогообложение — это попросту чистое воровство, и воровство это — поразительных масштабов, с которыми ни один преступник и не сравнится. Это принудительное изъятие собственности жителей или подданных государства».

## Основные функции налогов
Налоги выполняют одновременно четыре основные функции: фискальную, распределительную, регулирующую и контролирующую.
- Фискальная функция налогообложения — основная функция налогообложения. Исторически наиболее древняя и одновременно основная: налоги являются преимущественной составляющей доходов государственного бюджета[9]. Реализация функции осуществляется за счёт налогового контроля и налоговых санкций, которые обеспечивают максимальную собираемость установленных налогов и создают препятствия к уклонению от уплаты налогов. Проще говоря, это сбор налогов в пользу государства. Благодаря данной функции реализуется главное предназначение налогов: формирование и мобилизация финансовых ресурсов государства. Все остальные функции налогообложения — производные от фискальной. Во всяком случае, наряду с чисто финансово-фискальными целями налоги могут преследовать и другие, например, экономические или социальные. Иначе говоря, финансовые цели, будучи самыми существенными, не являются исключительными.
- Распределительная (социальная) функция налогообложения — состоит в перераспределении общественных доходов (происходит передача средств в пользу более слабых и незащищённых категорий граждан за счёт возложения налогового бремени на более сильные категории населения).
- Контролирующая функция — позволяет государству отслеживать своевременность и полноту поступлений в бюджет денежных средств и сопоставлять величину финансовых ресурсов.
- Регулирующая функция налогообложения — направлена на решение посредством налоговых механизмов тех или иных задач экономической политики государства. По мнению выдающегося английского экономиста Джона Кейнса, налоги существуют в обществе исключительно для регулирования экономических отношений. В рамках регулирующей функции налогообложения выделяют три подфункции: стимулирующую, дестимулирующую и воспроизводственную.
  - Стимулирующая подфункция налогообложения — направлена на поддержку развития тех или иных экономических процессов. Она реализуется через систему льгот и освобождений. Нынешняя система налогообложения предоставляет широкий набор налоговых льгот малым предприятиям, предприятиям инвалидов, сельскохозяйственным производителям, организациям, осуществляющим капитальные вложения в производство и благотворительную деятельность, и т. д.
  - Дестимулирующая подфункция налогообложения — направлена на установление через налоговое бремя препятствий для развития каких-либо экономических процессов.
  - Воспроизводственная подфункция предназначена для аккумуляции средств на восстановление используемых ресурсов. Эту подфункцию выполняют отчисления на воспроизводство минерально-сырьевой базы, плата за воду и т. д..

## Признаки налога
1. Императивно-обязательный характер. Уплата налога является конституционально-правовой обязанностью гражданина, а не благотворительным взносом. Налогоплательщик не вправе отказаться от исполнения налоговой обязанности;
2. Индивидуальная безвозмездность. Уплата гражданином налога не порождает встречной обязанности государства совершить в пользу данного, персонального, конкретного налогоплательщика определённые действия. Какая-либо прямая материальная выгода от уплаты налога для налогоплательщика отсутствует. Уплатив налог, он не приобретает каких-либо дополнительных субъективных прав. При этом налогоплательщик вправе пользоваться социально-культурными благами, которые как раз-таки существуют благодаря налогам;
3. Исключительно денежный платёж. Именно так определяет налог, взимаемый с физических лиц и организаций Налоговый Кодекс РФ. Уплата налогов производится в наличной или безналичной форме. Средство платежа — валюта Российской Федерации, натуральные формы налога не предусмотрены;
4. Публичный и нецелевой характер. Налоги составляют подавляющую часть доходов государства и муниципальных образований. Их функциональное значение состоит в финансовом обеспечении реализуемой государством внутренней и внешней политики, обеспечении нормальной жизнедеятельности общества[4].

## Виды налогов

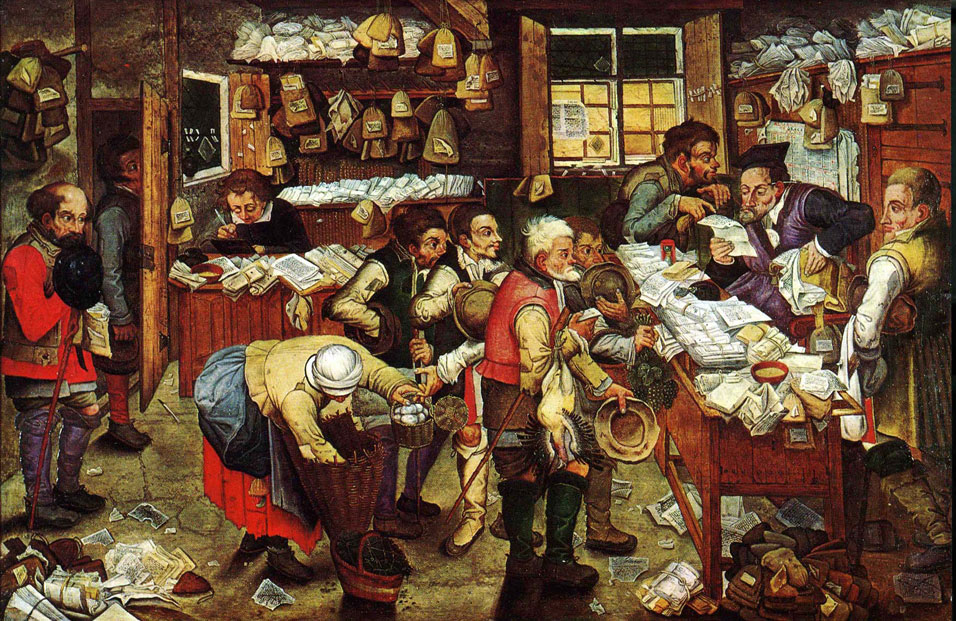
Питер Брейгель Младший, «Уплата налога», 1640 год

Все налоги подразделяются на несколько видов:

### Прямые и косвенные
Налоги делятся на прямые, то есть те налоги, которые взимаются с экономических агентов за доходы от факторов производства и косвенные, то есть налоги на товары и услуги, состоящие в самой цене на предметы потребления. Прямыми налогами можно назвать такие, как налог на доходы физических лиц, налог на прибыль и подобные. К косвенным налогам относятся налог на добавленную стоимость, акцизы и другие.

### Аккордные и подоходные
Также принято различать аккордные и подоходные налоги. Первые государство устанавливает вне зависимости от уровня дохода экономического агента. Таким образом,
{\displaystyle Tx=Tx(autonomous)}.
Под последними же подразумевают налоги, составляющие какой-то определённый процент от дохода (Y). Данную зависимость показывает либо предельная ставка налога (t), которая объясняет, насколько увеличивается налог при увеличении дохода на одну денежную единицу, либо средняя ставка налога (q): просто отношение суммы взимаемого налога к величине дохода. То есть,
{\displaystyle Tx=Tx(autonomous)+t*Y}
или
{\displaystyle Tx=Tx(autonomous)+q*Y}, где:
{\displaystyle q={\frac {Tx}{Y}}}
{\displaystyle t={\frac {\Delta Tx}{\Delta Y}}}

#### Прогрессивные, регрессивные и пропорциональные
Подоходные налоги сами делятся на три типа:
- Прогрессивные налоги — налоги, у которых средняя налоговая ставка повышается с увеличением уровня дохода. Таким образом, если доход агента увеличивается, то растёт и налоговая ставка. Если же, наоборот, падает величина дохода, то ставка так же падает[10]. (См. Прогрессивное налогообложение).
- Регрессивные налоги — налоги, чья средняя ставка налога снижается при увеличении уровня дохода. Это означает, что при увеличении доходов экономического агента, ставка падает, и, наоборот, растёт, если доход уменьшается[11]. (См. Регрессивное налогообложение).
- Пропорциональные налоги — налоги, ставка которых не зависит от величины облагаемого дохода[12]. (См. Пропорциональное налогообложение).

## История налогов

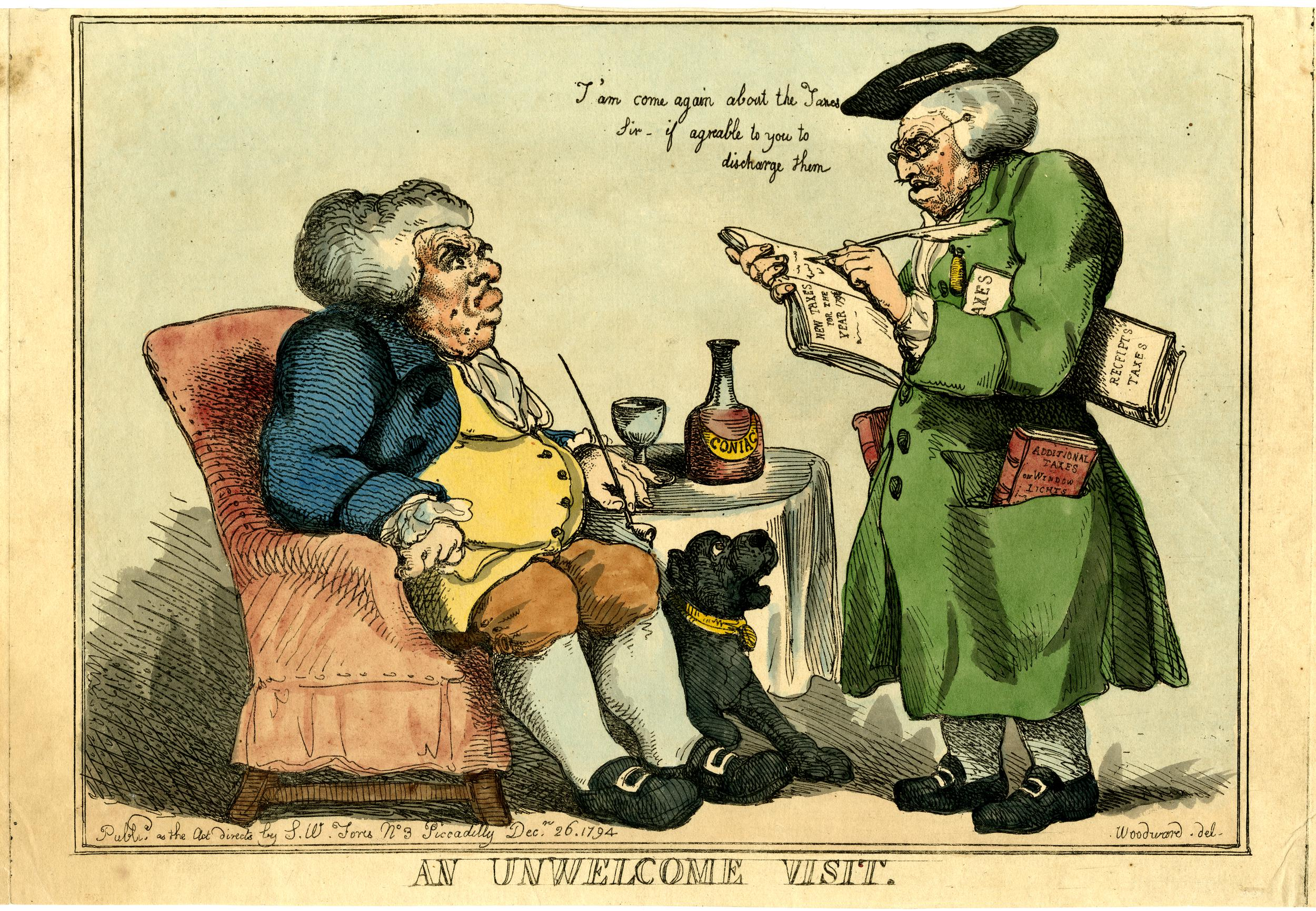
Английская карикатура 1794 года, изображающая приход сборщика налогов к налогоплательщику

Существование устойчивой системы налогов является признаком определённой ступени государственного развития. Такие системы появились не сразу. Первоначально государства обеспечивали содержание своего войска и государственного аппарата во многом из средств, получаемых в виде военных трофеев, контрибуций и дани с покорённых народов.
В Римской империи система налогов была уже достаточно развита и имела разнообразную базу. Римляне производили довольно сложные операции исчисления населения (capitatio) для подушных налогов, оценки имущества (jugatio) — для налогов поимущественных и подоходных.
В средневековой Европе главными источниками доходов феодальных правителей были их земли (домены) и регалии. Это были частнохозяйственные доходы, которые по своей сути ближе к коммерческой деятельности.
Собственно налоговая система начала развиваться в Европе главным образом с конца XV и начала XVI веков как следствие замены прежней натуральной системы хозяйства на денежную, с развитием внешней и внутренней торговли. Толчком к развитию налогов послужила также потребность в содержании постоянных армий и сосредоточение военной власти в руках главы государства. Опора власти на регулярную армию позволило более решительно требовать уплаты налогов, идущих не только на содержание армии, но и на другие надобности правителей.

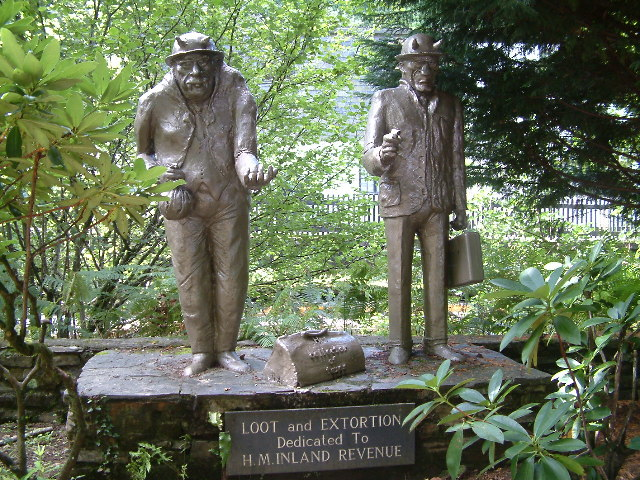
«Грабёж и вымогательство» — скульптура, посвящённая британскому департаменту государственных сборов королевства

Исторически, первыми регулярными платежами были пошлины, то есть плата за государственные услуги: судебные, пограничные, дорожные, мостовые, портовые и т. п. Обложение налогами собственных подданных первоначально воспринималось достаточно негативно, это напоминало дань с покорённых народов. Постепенно вводились косвенные товарные сборы — на хлеб, мясо, соль, сахар, табак, спиртные напитки, а также на предметы роскоши.
Постепенно широкое распространение получили разные формы подушного налога. Он был прост в исчислении, но постепенно выявлялась неспособность его уплаты для многодетных семей. Ему на смену начали приходить различные формы пропорционального или прогрессивного обложения доходов, начали вводиться подоходные налоги.

## Налоговая нагрузка, налоговое бремя
Уровень налогов страны часто измеряется как общая доля налогов в валовом внутреннем продукте (ВВП).
Организация экономического сотрудничества и развития (ОЭСР) публикует данные уровня налогообложения в странах:
| Страна             | Полный налог | Налоги на доходы, прибыль, прирост капитала и т. д. | Социальные взносы и пенсии | Налоги на имущество (в % от кадастровой стоимости) | Налоги на товары и услуги | Прочие налоги |
| ------------------ | ------------ | --------------------------------------------------- | -------------------------- | -------------------------------------------------- | ------------------------- | ------------- |
| Канада             | 33,3         | 16,6                                                | 4,8                        | 3,3                                                | 7,9                       | 0,7           |
| Мексика            | 18,0         | 5,0                                                 | 2,8                        | 0,3                                                | 9,5                       | 0,4           |
| США                | 28,3         | 13,9                                                | 6,6                        | 3,1                                                | 4,7                       | 0,0           |
| Австралия          | 30,8         | 18,2                                                | 0,0                        | 2,7                                                | 8,2                       | 1,5           |
| Япония             | 28,3         | 10,3                                                | 10,3                       | 2,5                                                | 5,1                       | 0,1           |
| Южная Корея        | 26,5         | 8,4                                                 | 5,5                        | 3,4                                                | 8,3                       | 0,9           |
| Новая Зеландия     | 35,7         | 22,5                                                | 0,0                        | 1,9                                                | 11,3                      | 0,0           |
| Австрия            | 42,3         | 12,7                                                | 14,2                       | 0,6                                                | 11,7                      | 3,1           |
| Бельгия            | 43,9         | 16,5                                                | 13,6                       | 2,3                                                | 11,0                      | 0,1           |
| Чешская республика | 37,4         | 9,4                                                 | 16,2                       | 0,4                                                | 11,1                      | 0,3           |
| Дания              | 48,7         | 29,0                                                | 1,0                        | 1,9                                                | 16,3                      | 0,1           |
| Финляндия          | 43,0         | 16,9                                                | 11,9                       | 1,1                                                | 12,9                      | 0,2           |
| Франция            | 43,5         | 10,4                                                | 16,1                       | 3,5                                                | 10,7                      | 2,8           |
| Германия           | 36,2         | 11,3                                                | 13,2                       | 0,9                                                | 10,6                      | 0,2           |
| Греция             | 32,0         | 7,5                                                 | 11,7                       | 1,4                                                | 11,4                      | 0,0           |
| Венгрия            | 39,5         | 10,0                                                | 12,9                       | 0,8                                                | 14,9                      | 0,9           |
| Исландия           | 40,9         | 18,5                                                | 3,1                        | 2,5                                                | 16,5                      | 0,3           |
| Ирландия           | 30,8         | 12,1                                                | 4,7                        | 2,5                                                | 11,1                      | 0,4           |
| Италия             | 43,5         | 14,7                                                | 13,0                       | 2,1                                                | 11,0                      | 2,7           |
| Люксембург         | 36,5         | 12,9                                                | 10,2                       | 3,6                                                | 9,9                       | 0,0           |
| Нидерланды         | 37,5         | 10,9                                                | 13,6                       | 1,2                                                | 11,2                      | 0,6           |
| Норвегия           | 43,6         | 21,0                                                | 9,1                        | 1,1                                                | 12,4                      | 0,0           |
| Польша             | 34,9         | 8,0                                                 | 12,0                       | 1,2                                                | 13,3                      | 0,4           |
| Португалия         | 36,4         | 9,4                                                 | 11,7                       | 1,4                                                | 13,7                      | 0,2           |
| Словакия           | 29,4         | 5,8                                                 | 11,7                       | 0,4                                                | 11,3                      | 0,2           |
| Испания            | 37,2         | 12,4                                                | 12,1                       | 3,0                                                | 9,5                       | 0,2           |
| Швеция             | 48,3         | 18,7                                                | 12,6                       | 1,2                                                | 12,9                      | 2,9           |
| Швейцария          | 28,9         | 13,2                                                | 6,7                        | 2,4                                                | 6,5                       | 0,1           |
| Турция             | 23,7         | 5,6                                                 | 5,1                        | 0,9                                                | 11,3                      | 0,9           |
| Великобритания     | 36,1         | 14,3                                                | 6,6                        | 4,5                                                | 10,5                      | 0,2           |

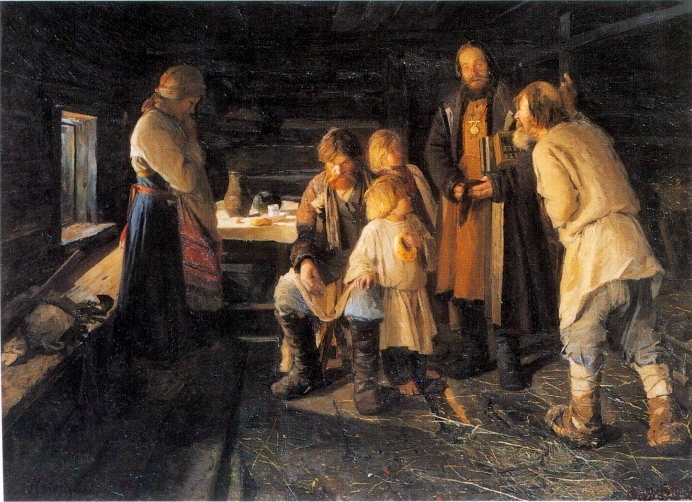
«Подати», картина Н. В. Орлова (1895)

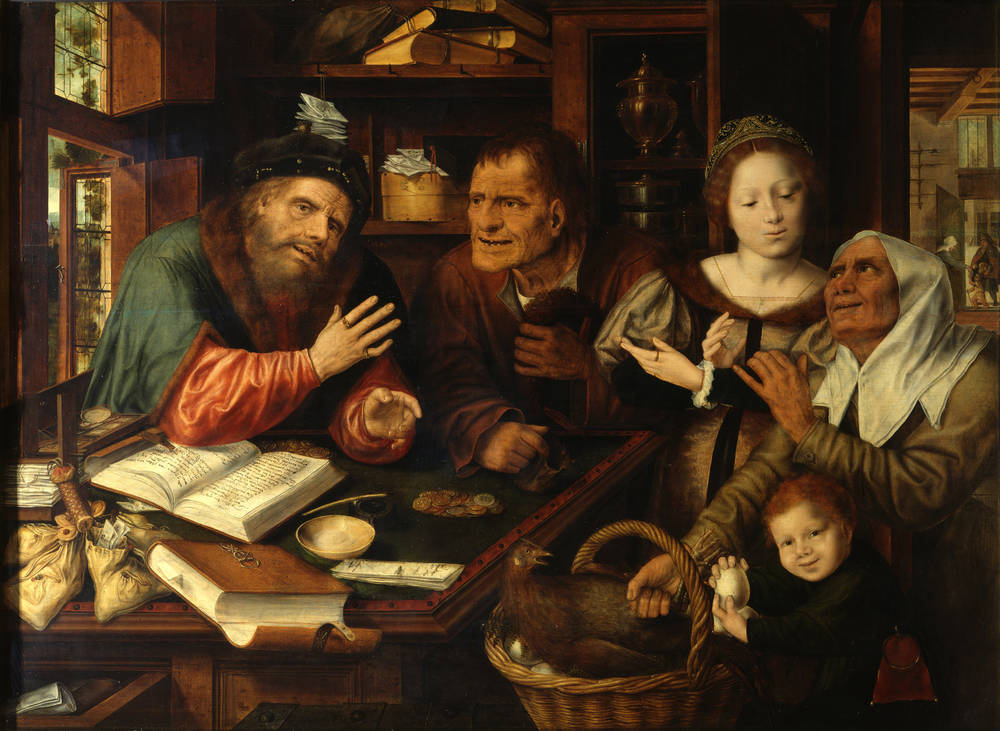
Ян Массейс, Мытарь

Под фактической налоговой нагрузкой на экономику понимают долю реально выплаченных обязательных платежей в пользу государства в ВВП страны. Налоговая нагрузка значительно варьируется по странам. Для слаборазвитых стран (в которых нет мощной системы социального обеспечения) характерна низкая налоговая нагрузка, для развитых — относительно высокая налоговая нагрузка (доходившая в Швеции до 60 % ВВП в отдельные годы). Исключение составляют некоторые развитые страны Юго-Восточной Азии, где налоговая нагрузка относительно невысока. В России налоговая нагрузка в 2013 году составила 33,3 %, что соответствует среднему уровню по ОЭСР (выше, чем в США, но ниже чем в Германии, см. ).
Разница между номинальной и фактической нагрузкой характеризует степень уклонения от налогов. Чем выше номинальная нагрузка — тем выше уклонение. При превышении номинальной нагрузки определённого уровня уклонение становится массовым и фактическая нагрузка снижается. Часть экономистов считает, что номинальная налоговая нагрузка должна быть несколько ниже «точки перегиба», исходя из концепции кривой Лаффера отображающей зависимости между налоговыми поступлениями и налоговыми ставками, подразумевает наличие оптимального уровня налогообложения, так как более высокие значения вынуждают налогоплательщиков нарушать налоговое законодательство.
Под налоговой нагрузкой на предприятие следует понимать отношение суммы налогов и отчислений, реальным плательщиком которых является предприятие, к сумме прибыли предприятия. Реальным плательщиком налога является тот субъект, который является:
- владельцем объекта налогообложения, когда обязанность уплатить налог возникает при самом факте существования или возникновения объекта налогообложения;
- пользователь объекта налогообложения, когда обязанность уплатить налог возникает только при нахождении объекта в определённых условиях пользования[17].

### в России
Показатель «налоговая нагрузка» в России используется для анализа уровня налогов, уплачиваемых хозяйственным субъектом с целью контроля уровня выплат и выявления субъектов, потенциально уклоняющихся от налогообложения.
Согласно Письму ФНС РФ от 31 июля 2007 г. № 06-1-04/505 «О соответствии хозяйствующих субъектов общедоступным критериям самостоятельной оценки рисков для налогоплательщиков, используемым налоговыми органами в процессе отбора объектов для проведения выездных налоговых проверок» налоговые органы уделяют более пристальное внимание налогоплательщикам, чьи показатели финансовой отчётности существенно отличаются от среднестатистических.
Актуальные данные по нагрузке указаны в Концепции планирования выездных налоговых проверок (приказ ФНС России от 30.05.2007 № ММ-3-06/333@).
«Налоговая нагрузка» рассчитана как соотношение суммы уплаченных налогов по данным отчётности налоговых органов и оборота (выручки) организаций по данным Федеральной службы государственной статистики (Росстата). Предельное значение показателя устанавливается ежегодно по отраслям народного хозяйства.
Также подвергаются анализу показатели «рентабельность активов» и «рентабельность реализации продукции».

## Влияние налогов на экономику
Государство может устанавливать налоги по разным причинам: от перераспределения доходов населения до устранения внешних экономических эффектов. Воздействие налогов можно рассматривать как на микро-, так и на макроэкономическом уровнях.

### С точки зрения макроэкономики
Снижение налогов стимулирует рост как совокупного спроса, так и совокупного предложения.
Чем меньше налогов нужно платить, тем больше располагаемого дохода у домохозяйств для потребления. Таким образом, растёт совокупное потребление, а следовательно, и совокупный спрос. Поэтому, правительства снижают налоги, когда проводят стимулирующую экономическую политику, то есть когда целью государства является вывести страну из дна экономического цикла. Соответственно, сдерживающая экономическая политика подразумевает повышение налогов, с целью устранения «перегрева экономики».
Фирмы воспринимают повышение налогов как дополнительные издержки, что приводит к тому, что они сокращают предложение своего товара. В общем, сокращение предложений фирм ведёт к сокращению совокупного предложения. Таким образом, размер налога обратно пропорционален величине совокупного предложения. Зависимость между внедрением налогов и состоянием совокупного предложения подробно описал в своих работах экономический советник Президента США Рональда Рейгана Артур Лаффер, ставший основателем теории «экономики предложения» («supply-side economics»).

### С точки зрения финансового менеджмента
Налоговое бремя влияет на величину финансового левериджа самих бизнес-систем двумя путями: прямым и косвенным:
- Прямое влияние формируется на уровне расходов, исчисляемых в уменьшение налогооблагаемой базы самим хозяйствующим субъектом. Если в данную сумму можно включать высокий процент расходов на погашение платежей по заёмным средствам хозяйствующим субъектом — то это будет стимулировать рост предприятий, применяющих агрессивную финансовую стратегию развития и, соответственно, вытеснение с рынка предприятий, применяющих консервативную финансовую стратегию развития; снижение данного процента со стороны налогового законодательства приведёт к росту банкротств хозяйствующих субъектов с агрессивной финансовой стратегией развития и умеренному процветанию, особенно в краткосрочной перспективе, субъектов, применяющих консервативную финансовую стратегию развития[20].
- Косвенное влияние формируется за счёт увеличения или уменьшения налоговой нагрузки для поставщиков заёмного капитала: соответственно, увеличение налоговой нагрузки приведёт к удорожанию стоимости заёмного капитала для бизнес-систем и, соответственно, к сдерживанию развития предприятий, применяющих агрессивную стратегию развития (в данном случае бенефициаром выступят компании с консервативной стратегией развития); снижение налоговой нагрузки приведёт к удешевлению стоимости заёмного капитала при условии наличия на рынке нормальной конкуренции, что приведёт к росту процветания компаний с агрессивной финансовой стратегией развития и, соответственно, будет стимулировать угасание компаний с консервативной финансовой стратегией развития[20].